# دوير الهوا
دوير الهوا  قرية سوريّة تتبع إداريّاً لمحافظة حلب منطقة أعزاز ناحية أخترين، بلغ تعداد سكانها 232 نسمة حسب التعداد السكاني لعام 2004.